# Pasquale Cati

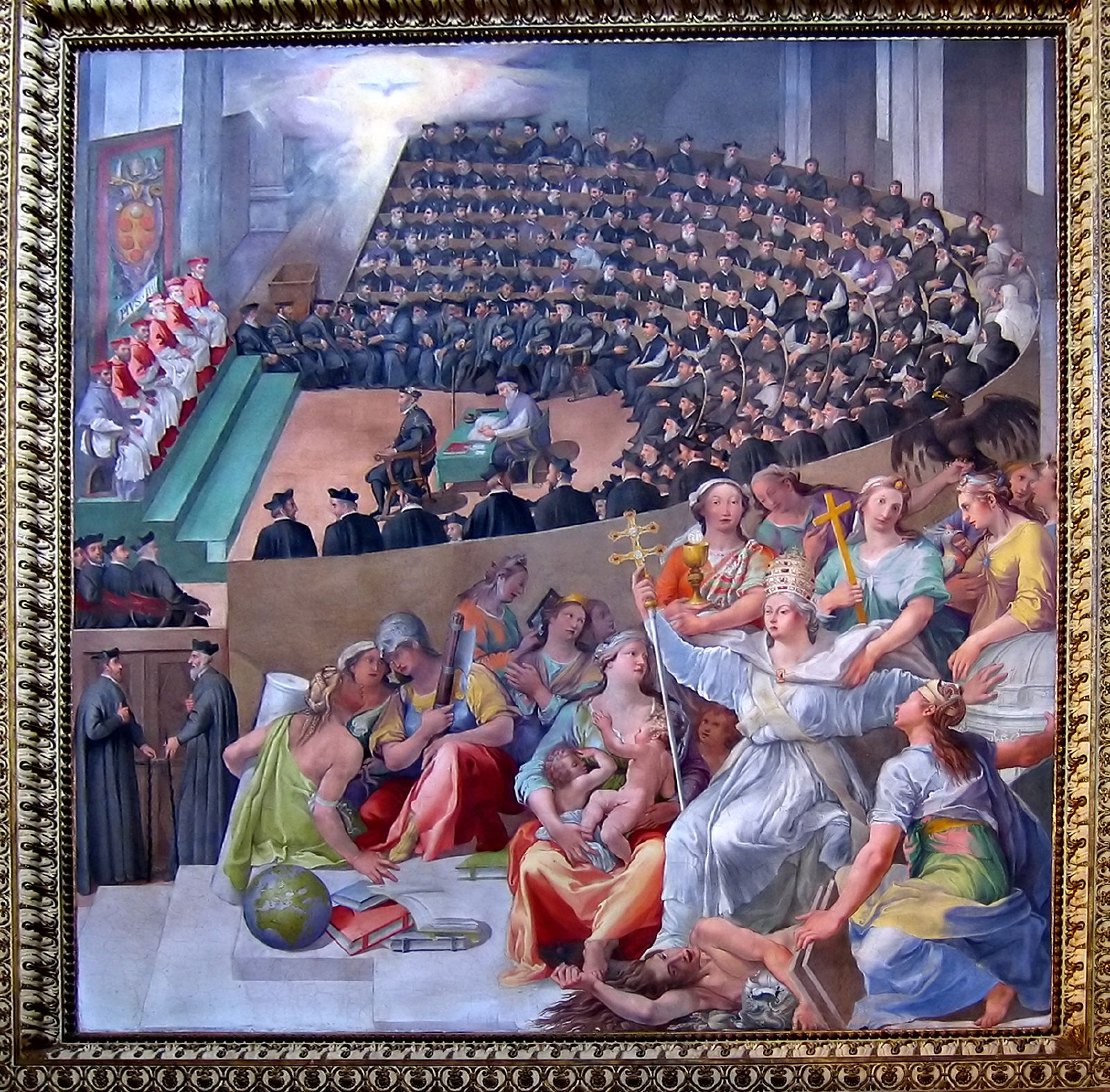
Concilio di Trento di Pasquale Cati

Pasquale Cati (Jesi, 1550 – Roma, 1620) è stato un pittore italiano.

## Biografia
Marchigiano, fu allievo di Giuseppe Cesari, detto il Cavalier d'Arpino. Attivo a Roma, il Cati si distinse tra i tardi manieristi romani per un senso del colore originale e personale. Tra i suoi lavori più importanti possono essere ricordati gli affreschi della cappella del Sacramento in Santa Maria in Trastevere, eseguiti nel 1589, e il Martirio di San Lorenzo, vasto affresco eseguito per la chiesa di San Lorenzo in Panisperna eseguito nel 1591.